# Michael Kopsa
Michael Kopsa (* 22. Januar 1956 in Toronto, Ontario; † 23. Oktober 2022 in Vancouver, British Columbia) war ein kanadischer Schauspieler und Synchronsprecher.

## Leben
Kopsa wurde am 22. Januar 1956 in Toronto geboren. Er war als Film-, Fernseh- und Theaterschauspieler bis 2020 tätig. Außerdem übernahm er Synchronsprechertätigkeiten in Filmen und Serien sowie Videospielen. In der Serie Action Man sprach er in den Jahren 2000 und 2001 den Doktor X, welcher die Weltherrschaft an sich reißen und eine neue Menschenrasse züchten möchte. Er übernahm von 2012 bis 2013 die Rolle des Captain Windmark in der Fernsehserie Fringe – Grenzfälle des FBI. 2016 übernahm er eine Rolle im deutschen Fernsehfilm Unser Traum von Kanada: Sowas wie Familie
Kopsa war mit der Schauspielerin Lucia Frangione verheiratet. Die beiden wurden Eltern einer Tochter. Er verstarb am 23. Oktober 2022 im Alter von 66 Jahren an den Folgen eines Hirntumors.

## Filmografie (Auswahl)

### Schauspiel
- 1996: Hardball – Die Kopfgeldjäger 2 (Bounty Hunters)
- 1998: Du wirst um Gnade betteln (Outrage) (Fernsehfilm)
- 2000: Frankie & Hazel – Zwei Mädchen starten durch (Frankie & Hazel) (Fernsehfilm)
- 2001: The Barber – Das Geheimnis von Revelstoke (The Barber)
- 2003: Sniper – Der Heckenschütze von Washington (D.C. Sniper: 23 Days of Fear)
- 2005: Fantastic Four
- 2008: Ba’al – Das Vermächtnis des Sturmgottes (Ba’al: The Storm God)
- 2009: Last Impact – Der Einschlag (Impact) (Fernsehfilm)
- 2010: Take Down: Niemand kann ihn stoppen (Transparency)
- 2010: Stonehenge Apokalypse (Fernsehfilm)
- 2011: Planet der Affen: Prevolution (Rise of the Planet of the Apes)
- 2011: Apollo 18
- 2012: Armageddon 2012 – Die letzten Stunden der Menschheit (Earth’s Final Hours) (Fernsehfilm)
- 2012–2013: Fringe – Grenzfälle des FBI (Fringe) (Fernsehserie, 11 Episoden)
- 2013: Supernatural (Fernsehserie, 1 Episode)
- 2013: The Killing (Fernsehserie, 2 Episoden)
- 2013: Battleforce – Angriff der Alienkrieger (Independence Daysaster) (Fernsehfilm)
- 2013, 2014: Arrow (Fernsehserie, 2 Episoden)
- 2014: Motive (Fernsehserie, 1 Episoden)
- 2014: Rogue (Fernsehserie, 1 Episode)
- 2015: UnREAL (Fernsehserie, 1 Episode)
- 2015: Killer Photo (Fernsehfilm)
- 2016: Countdown – Ein Cop sieht rot (Countdown)
- 2016: Unser Traum von Kanada: Sowas wie Familie (Fernsehfilm)
- 2016: Chesapeake Shores (Fernsehserie, 1 Episode)
- 2016: Countdown – Ein Cop sieht rot (Countdown)
- 2016, 2017 iZombie (Fernsehserie, 2 Folgen)
- 2017: Imposters (Fernsehserie, 1 Episode)
- 2017: Van Helsing (Fernsehserie, 3 Episoden)
- 2018: The Detour (Fernsehserie, 3 Episoden)
- 2018: The Magicians (Fernsehserie, 1 Episode)
- 2018: The Man in the High Castle (Fernsehserie, 2 Episoden)
- 2018: The Professor (Richard Says Goodbye)

### Synchronsprecher
- 1979–1980: Kidô Senshi Gundam (Zeichentrickserie, 42 Episoden)
- 1998–1999: Master Keaton (Zeichentrickserie, 37 Episoden)
- 2000–2001: Action Man (Zeichentrickserie, 14 Episoden)
- 2001: Arjuna Erdenmädchen (Chikyû shôjo Arjuna) (Zeichentrickfilm)
- 2001: Galaxy Angel (Zeichentrickserie, 15 Episoden)
- 2001–2002: Arms (Zeichentrickserie, 22 Episoden)
- 2001–2003: Dragon Ball Z (Zeichentrickserie, 3 Episoden)
- 2001–2004: Inu Yasha (Zeichentrickserie, 8 Episoden)
- 2006: .hack//Roots (Zeichentrickserie, 26 Episoden)
- 2007: Death Note (Zeichentrickserie, 5 Episoden)
- seit 2012: Ninjago (Animationsserie, mehrere Rollen)
- 2012–2016: Littlest Pet Shop – Tierisch gute Freunde (Littlest Pet Shop) (Zeichentrickserie, 63 Episoden)
- 2013: Slugterra (Zeichentrickserie, 1 Episode)
- 2015–2019: Die Nektons – Abenteurer der Tiefe (The Deep, Zeichentrickserie, 2 Episoden)